# Lacinipolia vicina
Lacinipolia vicina là một loài bướm đêm trong họ Noctuidae.